# Giuseppe Farina
Emilio Giuseppe "Nino" Farina (Torino, 30. listopada 1906. – Chambery 30. lipnja 1966.), talijanski sportski automobilist.
Poznat je u povijesti automobilizma kao prvi svjetski prvak u Formuli 1 1950. godine za tim Alfa Romeo, kao i po svom kasnije kopiranom načinu vožnje s potpuno ispruženim rukama.

### Mladost
Rođen je u Torinu 30. listopada 1906. kao sin Giovannija Farine. Stekao je pravnu naobrazbu na vuečilištu u Torinu, a potom služio u Talijanskoj vojsci. Najprije je bio konjički časnik, a kasnije tijekom II. svjetskog rata služio je tenkovskoj pukovniji.

### Karijera prije Formule 1
Karijeru trkača započeo je u brdskim utrkama i potom napredovao na utrke na kružnim stazama za Maserati. Trkača karijera mu je procvjetala kada je prešao u Alfa Romeo kao drugi vozač uz Tazia Nuvolaria. Krajem 1930-ih pobjeđivao je u brojnim manjim utrkama u tzv. Voiturette klasi u kojoj je bio talijanski prvak tri godine za redom (1937–1939). Potom je postigao prvu pobjedu u nekoj velikoj utrci 1940. na Velikoj nagradi Tripolija u Libiji. Na njegovu nesreću, upravo kada je bio na vrhuncu kao vozač, započeo je II. svjetski rat te je morao čekati narednih osam godina prije nego što je ponovo pobijedio u nekoj velikoj utrci. Iz doba natjecanja prije početka II. svjetskog rata ostalo je zapamćeno i njegovo sudjelovanje u fatalnim nesrećama u kojima su živote izgubili Marcel Lehoux 1936. godine na Velikoj nagradi Deauvillea i László Hartmann 1938. godine na utrci u Tripoliju in 1938
Poslije rata nastavio se utrkivati na Velikim nagradama u privatnom Maseratiu s kojim je 1948. godine pobijedio na Velikoj nagradi Monaca.

### Karijera u Formuli 1
Kada je Međunarodna automobilistička federacija (FIA) objavila pokretanje Svjetskog prvenstva od 1950. godine Farina je osigurao mjesto u tada dominantnoj momčadi Alfa Romeo uz Juan Manuel Fangia i svog zemljaka Luigi Fagiolia. Momčad je imala tada nepobjedive automobile 158 Alfetta. Farina je osvojio tri utrke od ukupno sedam održanih u sezoni 1950., i time osigurao u dobi od 44 godine prvu ikada osvojenu titulu Svjetskog prvaka. Bio je to vrhunac njegove karijere.
Tijekom 1951. godine bio je prisiljen igrati sekundarnu ulogu pored Fangia, na čiju brzinu nije mogao naći odgovor. Te se godine morao zadovoljiti jednom pobjedom na Velikoj nagradi Belgije, kao i s nekoliko pobjeda u utrkama koje se nisu bodovale za Svjetsko prvenstvo.
Prešavši iduće, 1952. godine u Ferrari, Farina se ponovno našao u situaciji da ga nadmaši mlađi momčadski kolega. Ovaj put to je bio Alberto Ascari koji je u sezonama 1952. i 1953. pobijedio u devet Velikih nagrada koje su se bodovale za Svjetsko prvenstvo za redom. Zanimljivo je da je njegova prva pobjeda za momčad Ferraria ujedno bila i zadnja od njegovih pet pobjeda u Velikim nagradama koje su se bodovale za Svjetsko prvenstvo. To se dogodilo na stazi u Nürburgringu 1953. godine na Velikoj nagradi Njemačke. Iste godine je zajedno s kolegom vozačem Formule 1 Mike Hawthornom osvojio utrku izdržljivosti 24 sata Spa.
Na Velikoj nagradi Argentine 1954. godine Farina je u kvalifikacijama osvojio prvo mjesto na startu utrke i time postao i ostao do danas najstariji vozač Formule 1 kojemu je to uspjelo. Te je godine osvojio i pobjedu u Svjetskom prvenstvu Sportskih Automobila, da bi na utrci te serije u Monzi doživio nesreću na startu i zadobio opekotine.
Farina je pokušao povratak u utrke 1955. godine, uz korištenje tableta za smanjenje bolova, te je u nekoliko utrka uspio osvojiti bodove. Na kraju te godine ipak je priznao poraz i napustio natjecanje Formule 1.

### Nakon Formule 1
Tijekom 1956. godine pokušao se vratiti u svijet utrkivanja. U relativno manje važnom takmičenju u Monzi doživio je nesreću, pri čemu je slomio ključnu kost. Nakon oporavka pokušao je s nastupom na utrci 500 milja Indianapolisa, ali tog puta je njegov momčadski kolega doživio fatalnu nesreću za vrijeme treninga dok je koristio Farinin automobil. Tada je konačno Farina odlučio da prestane s utrkivanjem zauvijek.
Farina je bio jedan od najznačajnijih sudionika tijekom prvih sezona natjecanja Svjetskog prvenstva Formule 1. Ostao je zapamćen po svom stilu vožnje i inteligenciji, ali isto tako i po svojoj odbojnosti i nepoštivanju svojih kolega natjecatelja na trkaćoj stazi, što ga je pratilo još iz ranih godina utrkivanja.

### Smrt
Njegova je smrt bila direktno povezana s Formulom 1, iako je u tom trenutku prošlo cijelo desetljeće od kada je prestao s utrkama. Nino Farina poginuo je 30. lipnja 1966. u prometnoj nesreći kod mjesta Aiguebelle u pokrajini Savoja u Francuskoj, dok je bio na putu da gleda Veliku nagradu Francuske 1966. u Reimsu. U nepovoljnim vremenskim uvjetima izgubio je kontrolu nad Lotus Cortinom koju je vozio te udario u telegrafski stup.